# Чорнобиль. Зона відчуження
«Чорнобиль. Зона відчуження» — російський містичний серіал виробництва «СинеЛаб Продакшн» (1 сезон) і RatPack Production (2 сезон) на замовлення телеканалів ТНТ і «ТВ-3». Дія відбувається в Зоні відчуження Чорнобильської АЕС.
Слоган першого сезону серіалу: «Ніхто не повернеться колишнім».
Слоган другого сезону серіалу: «Світ ніколи не буде колишнім».
Прем'єрний показ першого сезону відбувся з 13 по 23 жовтня 2014 року на телеканалі ТНТ. Прем'єра другого сезону відбулася 10 листопада 2017 року на телеканалі «ТВ-3».
Як продовження телесеріалу у вересні 2019 року вийшов фантастичний трилер Чорнобиль. Зона відчуження. Фінал.

## Сюжет
1-й сезон
Дія серіалу розгортається в двох часових пластах: у 2013 і в 1986 році, напередодні аварії на Чорнобильській АЕС. Головні герої — п'ятеро знайомих: Паша, Альоша, Настя, Аня і Гоша.
Наступного ранку після вечірки у Паші до нього додому приходить системний адміністратор для лагодження мережі. Поки друзі сидять на кухні, він забирає гроші з сейфа і тікає. Помітивши пропажу, герої відправляються на Волзі навздогін за грабіжником до Прип'яті і випадковим чином спочатку потрапляють у чимало неймовірних ситуацій, а потім опиняються в минулому. Зона відчуження представлена в серіалі самостійним героєм, зі своєю логікою та намірами.
Врешті-решт Паші вдається змінити майбутнє, і він потрапляє в альтернативний 2013 рік, де СРСР не розпався, а всі події після аварії на АЕС сталися у США, які перетворилися в Роз'єднані Штати Америки.
2-й сезон
Дія другого сезону продовжує події останньої серії першого сезону і розгортається у двох альтернативних версіях країн: у СРСР і в США, які стали РША (Роз'єднані Штати Америки), в яких 7 серпня 1986 року сталася альтернативна версія аварії на АЕС «Calvert Cliffs» замість Чорнобильської та йде нова Громадянська війна.
Паші доведеться знову зібрати своїх друзів, які змінилися, повернутися назад у минуле і повернути все на свої місця. Також до них приєднується таємничий Микита в масці, під якою він приховує своє понівечене обличчя.
Герої побувають у кількох часових пластах, починаючи 1956 роком і закінчуючи альтернативним 2013 роком.

## Актори і ролі

### У головних ролях
| Актор                                            | Роль                                                                   |
| ------------------------------------------------ | ---------------------------------------------------------------------- |
| Костянтин Давидов                                | Павло (Паша) Вершинін                                                  |
| Сергій Романович                                 | Олексій (Льоша) Горєлов                                                |
| Дмитрієва Валерія                                | Анастасія (Настя) Мадишева                                             |
| Христина Казинська                               | Ганна (Гануся) Антонова                                                |
| Анвар Халілулаєв                                 | Георгій (Гоша) Петрищев                                                |
| Ілля Щербинін                                    | Ігор «Подкастер» Матвєєвзлодій, який вкрав 8 мільйонів рублів у Паші   |
| Євген Стичкін                                    | Сергій Костенкокапітан КДБ СРСР (1986), генерал-майор ФСБ Росії (2013) |
| Олександр Бенза, Сергій Внуков, Микита Боголюбов | Павло (Микита) Вершинін у масціз іншого майбутнього                    |
| Роман Агєєв                                      | Деррік Флетчер / Дмитро Кіняєвглава корпорації «ГлобалКінтек»          |

- Павло Вершинін — красень, сміливець і улюбленець дівчат. Хлопець з багатої сім'ї. На перший погляд — лідер без єдиної вади, але насправді далеко не так простий. Його друзі — прості хлопці з вулиць. Він точно так само напивається до безпам'ятства і робить помилки, які потім змушений виправляти. Їде в Чорнобиль, щоб знайти вкрадені з батьківської квартири гроші. Але в підсумку ця подорож робить із нього справжнього героя. У 2-му сезоні має телекінез і є частиною Зони.
- Олексій Горєлов — хуліган, дитя вулиці і вічна головний біль. Якщо можна потрапити в будь-яку авантюру, обов'язково в неї ув'яжеться; якщо можна затіяти скандал, затіє. Побічно — головне джерело бід, які наздоганяють героїв протягом усього серіалу, але насправді відданий і щирий товариш, що і доведе в потрібний момент. Природно — головний носій гумору.
- Анастасія Мадишева — подруга Льоші. Зухвала, безстрашна, може пустити в хід кулаки, якщо знадобиться. Вміє постояти за себе і не особливо розраховує на чужу допомогу. Всередині, як і багато зухвалих дівчат, ранима і сентиментальна. Але це Настя вважає за краще приховувати від усіх, у тому числі і від Льоші, заради якого, здається, готова піти на все. З 1-ї по 8-у серії дівчина Льоші. з 9-ї серії дівчина Гоші. З 13-ї серії знову дівчина Льоші.
- Ганна Антонова — таємнича красуня, яка більшу частину подорожі — найзагадковіший член команди. Їде в Чорнобиль, щоб вирішити свою власну проблему — спробувати зрозуміти, що трапилося з її старшою сестрою в 1986 році в місті Прип'ять, де та безслідно зникла. Сімейну історію, та й взагалі свій зв'язок з Прип'яттю, довгий час тримає в таємниці, не наважуючись відкритися навіть Паші, з яким у неї зав'язується роман. В СРСР-2013 працювала стюардесою в авіакомпанії «Соваеро». З 3-ї по 16-у серії дівчина Паші.
- Георгій Петрищев — класичний ботанік, який звик пізнавати світ через екран комп'ютера. Для вирішення проблем зазвичай користується відомим набором клавіш, а коли його не виявляється під рукою, впадає в паніку. На небезпечну подорож в Прип'ять погоджується тільки завдяки умовлянням Ані, але в результаті доводить собі і друзям, що здатний не тільки дивитися в монітор, але і здійснювати реальні вчинки. У 6-й серії другого сезону був викрадений Костенком, а потім і Дерріком.
- Паша (Микита) в масці — версія Паші, який намагався запобігти аварії на АЕС «Calvert Cliffs» і якому не вдалось переміститися назад у свій альтернативний 2013 рік. У тій реальності вбили всіх його друзів, а на цей раз Паша-Микита повертається у власну альтернативну версію США-1986 перед аварією. Щоб не видавати себе Паші з цього 2013 року, він вигадав історію, що під час навчання в школі емігрував з батьками до США, де отримав докторський ступінь у Массачусетському технологічному інституті і став працювати на АЕС «Calvert Cliffs». Але при невдалій спробі запобігти аварії пошкодив голосові зв'язки і обличчя, яке тепер приховує під маскою. Через 27 років зустрівся з собою і друзями, і допоміг потрапити їм до США для нової спроби запобігти аварії на американській АЕС.
- Ігор Матвєєв, так само відомий як Подкастер — перший антагоніст і головна загадка серіалу. Лиходій, який з перших же кадрів менше за все схожий на злочинця. Комп'ютерний гик, який з якоїсь незрозумілої причини спочатку легко відкриває сейф у квартирі, повній людей, а потім оголошує цим людям через Інтернет, що він разом із вкраденими грошима рухається в Чорнобиль. Що ним рухає насправді, залишається загадкою до самого кінця. В 6-й серії другого сезону в первісній, але зміненій реальності, він не вкрав грошей у Паші, але і не знає про нього і його друзів.
- Сергій Костенко — головний антагоніст і двигун історії в 1-му сезоні. Для досягнення своєї мети готовий пожертвувати всім, навіть життям і не одним. У 1986 році він був молодим і перспективним співробітником Прип'ятського міського відділу КДБ, який міг запобігти Чорнобильській аварію, але не зумів. Почуття провини перетворило чесного капітана держбезпеки на небезпечного бандита. 30 років він мріяв лише про одне — повернутися назад і все змінити. В СРСР-2013 є маренням Паші, яке на його думку полює на хлопців, щоб вони нічого не змінили. Починаючи з 6-ї серії другого сезону в первісній, але зміненій реальності, є генерал-майором ФСБ Росії.
- Деррік Флетчер / Дмитро Кіняєв — головний антагоніст другого сезону і глава корпорації «ГлобалКінтек». Також є частиною Зони, як і Паша. У 1995 році зробив замовлення на вбивство п'ятьох дітей (Паша, Аня, Альоша, Настя і Гоша) з первісного всесвіту. У 1986 році у Дерріка почали проявлятися ознаки Зони, які були передані матір'ю (в 1956 році Діні Флетчер перелили кров, яку здавав Паша). У 1986 році був врятований Гошею і Анею з палаючого будинку. У 8-й серії другого сезону був убитий.
- Віталій Сорокін — інженер реактора № 4 Чорнобильської АЕС, змінник Антонова. Загинув у результаті аварії. Є самою Зоною, бо був максимально близько до вибуху. З'являється у снах Паші, який також є частиною Зони.
- Клер Меттісон — екстремістка, яка підірвала реактор № 1 АЕС «Calvert Cliffs» в альтернативному 1986 році. Після запобігання вбивства її матері хлопцями в 1956 році, вона різко змінюється характер.
- Майкл Огден — священник, який потрапив в аварію у 1956 році, наслідком якої стали провали в пам'яті Майкла. У зміненій реальності 1986 року гине від рук сім'ї Флетчерів.

### В епізодах
| Актор/акторка                  | Роль                                                                                                |
| ------------------------------ | --------------------------------------------------------------------------------------------------- |
| Євгенія Каверау                | Олена Антонова, старша сестра Гані                                                                  |
| Олександр Яценко               | Віталій Сорокін, інженер реактору № 4 ЧАЕС.                                                         |
| Марта Тимофеєва                | Юля, донька Сорокіна                                                                                |
| Євгенія Калинець               | дружина інженера Сорокіна                                                                           |
| Микола Іванов                  | Сергій Антонов, батько Гані та Олени, оператор головних циркуляційних насосів 4-го енергоблоку ЧАЕС |
| Дарія Лузіна                   | Ірина Андріївна Антонова, мати Гані та Олени, перукарка                                             |
| Лінда Табагарі                 | Таня Перфілова                                                                                      |
| Олексій Весьолкін              | товариш Паші                                                                                        |
| Дмитро Бобров                  | слідчий                                                                                             |
| Ольга Приходько                | тітка Тамара, сусідка Гані                                                                          |
| Антон Аносов                   | Коля, приятель Олексія                                                                              |
| Олександр Наумов               | Колян, далекобійник                                                                                 |
| В'ячеслав Троїцький            | далекобійник                                                                                        |
| Леонід Петренко                | експедитор                                                                                          |
| Олексій Шлянін                 | Саня, експедитор                                                                                    |
| Павло Чукрєєв                  | Крилов, старший лейтенант 6-го відділу ДПС                                                          |
| Андрій М'ясников               | напарник Крилова                                                                                    |
| Всеволод Хованський-Померанцев | сержант                                                                                             |
| Костянтин Адаєв                | Анатолій Соколюк, старший лейтенант ФСІН                                                            |
| Іва Солоніцина                 | Ірина                                                                                               |
| Олег Євтєєв                    | Саша, напарник Анатолія Соколюка                                                                    |
| Андрій Осіпов                  | господар експрес-кафе «Теремок»                                                                     |
| Андрій Соломонов               | Андрій Василенко                                                                                    |
| Максим Костромикін             | Васьок, механік                                                                                     |
| Костянтин Єльчанінов           | Саша жених                                                                                          |
| Катерина Кудинська             | Катька наречена                                                                                     |
| Василь Шликов                  | Віктор Рябов дільничний                                                                             |
| Іван Тимченко                  | чоловік-1                                                                                           |
| Владислав Дунаєв               | чоловік з натовпу                                                                                   |
| Юлія Абрамова                  | жінка-1                                                                                             |
| Наталя Буслакова               | жінка-2                                                                                             |
| Андрій Крижний                 | гопник                                                                                              |
| Даулет Абдігапаров             | Рахім таджик                                                                                        |
| Юрій Гумиров                   | прикордонник                                                                                        |
| Олексій Цуркан                 | прикордонник                                                                                        |
| Ростислав Гулбіс               | Коломієцьлейтенант, співробітник прикордонної служби в аеропорту (2-й сезон)                        |
| Олександр Фісенко              | Макс                                                                                                |
| Олександр Василевський         | Богдан                                                                                              |
| Аліна Смоляр                   | медсестра Міллгауз                                                                                  |
| Михайло Куряєв                 | Гарік                                                                                               |
| Тетяна Жукова                  | старенька                                                                                           |
| Тетяна Кличановська            | старенька                                                                                           |
| Володимир Жарков               | дільничний                                                                                          |
| Оксана Шевченко                | Рахманова                                                                                           |
| Наталя Сільвановська           | адміністраторка перукарні                                                                           |
| Олег Чернігов                  | господар велосипеда                                                                                 |
| Руслан Щедрін                  | хлопчик                                                                                             |
| Сергій Карасевич               | Юрець велосипедист                                                                                  |
| Микола Євтушенко               | санітар                                                                                             |
| Єлизавета Васильєва            | дівчинка                                                                                            |
| Аліса Майорова                 | Катя дівчинка                                                                                       |
| Станіслав Евентов              | Микола Гольдман                                                                                     |
| Сергій Афанасьєв               | Андрій Сергєєввчений                                                                                |
| Віктор Полторацький            | Володимир Добринін застряг на дереві                                                                |
| Микола Трифілов                | лісник                                                                                              |
| Володимир Сологубов            | чоловік з сигаретою                                                                                 |
| Тетяна Плетньова               | тітка з квасом                                                                                      |
| Данило Пшеничний               | хлопчисько                                                                                          |
| Дмитро Кошелєв                 | хлопчисько                                                                                          |
| Злата Терехова                 | школярка                                                                                            |
| Андрій Попович                 | пацан                                                                                               |
| Артем Федотов                  | Валерийдільничний                                                                                   |
| Сергій Уст                     | лейтенант                                                                                           |
| Олег Кривенко                  | Скрипник старший слідчий 4-го відділення                                                            |
| Олександр Силаєв               | конвойний                                                                                           |
| Михайло Лукашов                | конвойний                                                                                           |
| Дмитро Попов                   | черговий КДБ                                                                                        |
| Дмитро Гудочкін                | опер                                                                                                |
| Михайло Скачков                | опер                                                                                                |
| Максим Макушев                 | опер                                                                                                |
| Максим Житник                  | опер                                                                                                |
| Ілля Єрмолов                   | Андрій опер                                                                                         |
| Станіслав Щенін                | господар машини                                                                                     |
| Валерій Граммавіков            | Валерій Степанович Данілов доктор                                                                   |
| Юрій Колганов                  | дядько Володя, сусід Сергія Антонова, механік станції техобслуговування ЧАЕС                        |
| Наталя Горшкова                | прибиральниця                                                                                       |
| Валентина Ананьїна             | Євгенія Михайлівна бабуля                                                                           |
| Ганна Пань                     | мама Паши                                                                                           |
| Володимир Роганов              | Андрійтато Паши                                                                                     |
| Володимир Сидоров              | сторож музею                                                                                        |
| Євген Сахаров                  | патрульний                                                                                          |
| Валерій Дегтяр                 | Сергій Антонов тато Ані, 60 років                                                                   |
| Ольга Бузова                   | камео ведуча новин                                                                                  |
| Володимир Єпіфанцев            | Анохін десантник                                                                                    |
| Роберт Пауль Тейлор            | Рауль розбійник                                                                                     |
| Міґель Рохас                   | Рохас розбійник                                                                                     |
| Девід Джейсон Перез            | Марко розбійник                                                                                     |
| Мо Галліні                     | Хесус розбійник                                                                                     |
| Елтон Терренс                  | Майкл Огден священник                                                                               |
| Джоллі Лінкольн                | Деррік син Діни Флетчер                                                                             |
| Тоні Кристофер                 | Діна мати Дерріка                                                                                   |
| Джон Райлі                     | Діна у молодості                                                                                    |
| Джолін Андерсон                | Клер                                                                                                |
| Лорен Кокнес                   | Бетті мати Клер                                                                                     |
| Боббі Кінґ                     | Стен батько Клер                                                                                    |
| Григорій Баранов               | рибак                                                                                               |
| Олександр Шишкін               | рибак                                                                                               |

## Список серій

### Сезон 1 (2014)
| № | # | Назва                     | Оригінальна дата показу |
| --- | - | ------------------------- | ----------------------- |
| 1 | 1 | «Сон, гроші та Чорнобиль» | 13 жовтня 2014          |
| Батьки Паші їдуть на пару тижнів до Туреччини, залишивши вдома в сейфі 8 000 000 рублів. Паша зі своїм товаришем Олексієм закочують вдома божевільну вечірку. На ранок після тусовки в квартирі з'являється таємничий представник інтернет-компанії Ігор, який краде гроші з батьківського сейфа. Друзі звертаються до поліції, але, зрозумівши, що справі це нічим не допоможе, відправляються на пошуки грабіжника самі. Відстеживши його по інтернету, хлопці знаходять відеоблог хлопця і дізнаються, що він їде в Чорнобиль. Друга частина серії — «Дорога» Попутно хлопці сваряться з далекобійниками, і один з них починає погоню. Хлопцям вдається відірватися, а далекобійник підрізає іншу машину. |   |                           |                         |
| 2 | 2 | «Втікач»                  | 14 жовтня 2014          |
| Хлопці під'їжджають до машини, яку підрізав далекобійник, і знаходять людину, яка вижила, після чого відвозять його до найближчого придорожнього кафе, яке виглядає підозріло порожнім і в якому знаходиться лише єдина офіціантка. Настя, Аня і Льоша залишаються в кафе, а Паша і Гоша повертаються на місце аварії, щоб знайти другого живого, про який їм повідомив перший. Переглянувши записи з відеореєстратора машини, що потрапила в аварію, хлопці розуміють, що в цій машині перевозили небезпечну серійну вбивцю Ірину, яка після смерті дочки збожеволіла і вбила безліч людей. З жахом вони дізнаються в убивці офіціантку кафе. Вона викрадає Настю, оскільки та здається їй схожою на дочку, і відвозить її. Але незабаром їх підрізає таємничий чорний джип, провокуючи аварію, а потім водій джипа вбиває Ірину. Друга частина серії — «Ах, це весілля…» Хлопці приїжджають в село, зустрічаючи таємничого Андрія, який просить їх передати на весіллі нареченій якусь світлину. Вони виконують місію, проте нареченій стає погано. За допомогою механіка, якому хлопці здали в ремонт машину, з'ясовується, що наречений роком раніше організував аварію, в якій Андрій загинув. Попутно Ігор викладає відео, в якому показує, як витратив ще частину грошей Паші. |   |                           |                         |
| 3 | 3 | «Кордон»                  | 15 жовтня 2014          |
| На під'їзді до російсько-українського кордону Льоша зустрічає таджика Рахіма, якому треба перетнути кордон. Льоша ховає таджика в багажник, а сам вирішує нелегально перейти кордон в обхід пункту пропуску, щоб пронести пістолет. Прикордонники виявляють Рахіма, внаслідок чого компанія потрапляє у відділення. Але завдяки винахідливості Насті вони все ж перетинають кордон, хоча Рахім залишається на митниці. Попутно вони дивляться чергове відео Ігоря, який розповідає, що врізався в машину, в якій їхали Рахім і чоловік, прямуючи в Прип'ять (Рахім залишився живий, чоловік загинув). Друга частина серії — «Прип'ять» Хлопці приїжджають в місто-привид Прип'ять. Ігоря там не знаходять, але вдається знайти лише його мотоцикл, частину грошей і диск із записом. На диску вони дивляться відео, в якому Ігор каже, що намагався виїхати з міста, але щоразу повертався у вихідну точку свого шляху. Через деякий час хлопці особисто стикаються з таким же парадоксом. Аня пояснює Паші, навіщо вона поїхала з ними, а в сумці Рахіма, яка залишилася в багажнику після митниці, вони знаходять дивний прилад, схожий на лічильник радіації. |   |                           |                         |
| 4 | 4 | «Полювання»               | 16 жовтня 2014          |
| Прокинувшись вранці, друзі розуміють, що Аня пропала. Відправившись на її пошуки, вони натикаються на банду озброєних психічно нездорових мисливців, які повернули їх назад до Прип'яті, спеціально приїхавши полювати не на звірів. А тим часом у Прип'яті починають відбуватися страшні речі. Точні копії людей (фантоми), через яких спілкується із заблукалими подорожніми Прип'ять, починають зводити друзів з розуму, з'являючись з нізвідки і намагаючись завести їх в смертельну пастку... Друга частина серії - «Фантоми» На машині мисливців хлопці повертаються в Прип'ять, де в спробах знайти Аню виявляють, що Зона здатна створювати ідентичних, але вороже налаштованих двійників-фантомів. |   |                           |                         |
| 5 | 5 | «Сестра»                  | 20 жовтня 2014          |
| Хлопці знаходять Аню на найвищій колисці колеса огляду, що зупинилося в 1986 році. З її розповіді вони дізнаються, що Аня, повернувшись в Прип'ять, випадково активувала прилад Рахіма, який використовувала як ліхтарик, і перенеслася в 1986 рік, де зуміла врятувати свою сестру, атакувана бродячим собакою на покинутій будові. Після порятунку вона гуляє з сестрою, катаючись з нею на колесі огляду, звідки Аню і «викидає» назад у сьогодення. Хлопці дивляться сімейні світлини Ані, і виявляють, що її сестра благополучно виросла і тепер у Ані є племінники. Друга частина серії — «Бункер» Хлопці чують жахливі крики, що доносяться з лісу. Вирішивши, що це Ігор, вони відправляються в ліс на пошуки хлопця, але знаходять чоловіка, який наполовину вріс в дерево, а в його руці був затиснутий прилад, схожий на прилад з сумки Рахіма. Він просить принести йому знеболююче з секретного бункера, в якому група вчених проводила експерименти, вивчаючи аномалії Зони. Переглядаючи відео в бункері, діти дізнаються, що вчені виявили блукаючу аномалію, яка б пов'язала минуле і сьогодення, і сконструювали спеціальний прилад, який може на кілька годин переміщати об'єкти в минуле рівно на 27 років назад. Однак в ході експерименту один з учених випадково опинився на місці, де в цьому виросло дерево, саме його хлопці і бачили поруч з бункером. Тим часом хтось прострілює в машині хлопців двигун, і вони вирішують залишитися в бункері на ніч. |   |                           |                         |
| 6 | 6 | «Людина в біді»           | 21 жовтня 2014          |
| На ранок в бункер до хлопців стукає Ігор, який після довгого блукання Зоною втратив спокій і просить терміново допомогти якомусь Андрію Сергєєву, який потрапив у біду. Пішовши за Ігорем, хлопці потрапляють в покинутий будинок, де знаходять таємничу собак, яка їх переслідує і труп, що лежить у ліжку, після чого переконуються, що Зона відчуження являє собою щось, що має живий розум зі своєю логікою і намірами. Створені нею образи говорять, що Зона хоче їх вбити, оскільки вважає небезпечними для себе (аналогічно Зона раніше вбила вчених в бункері). Щоб врятуватися друзі активують прилад-переміщувач у часі і потрапляють у 1986 рік... Друга частина серії - « Там» Хлопці хочуть знайти транспорт, щоб виїхати з Прип'яті до того як їх викине в сьогодення, а Аня зустрічає свого батька і з'ясовує, що той в небезпеці, оскільки в день аварії він опинився на станції. |   |                           |                         |
| 7 | 7 | «За день до…»             | 22 жовтня 2014          |
| Герої відчайдушно хочуть попередити всіх про Чорнобильську аварію і батько Ані в результаті погоджується допомогти ним. Друга частина серії — «КГБ СРСР» Паша з Льошею намагаються зламати машину, щоб поїхати подалі від зони відчуження, і це помічає місцева міліція, внаслідок чого всі потрапляють до відділення, де капітан КДБ Костенко приймає їх не за тих, хто вони є насправді. Безпосередньо під час допиту всіх хлопців кидає назад у 2013 рік, де їх вже чекає водій таємничого чорного джипа. І жахи зони відчуження повертаються знову... |   |                           |                         |
| 8 | 8 | «Ворог у часі»            | 23 жовтня 2014          |
| Водієм виявляється постарілий Костенко. Він вимагає віддати йому прилад для переміщення в часі, який потрібен йому, щоб виправити ситуацію в 1986 році. Костенка через їх зникнення звинуватили в державній зраді і його життя пішло під укіс. Трохи пізніше він зізнається, що тепер працює найманим бандитом. Він також розповідає, що завдяки зробленим світлинам паспортів хлопців стежив за ними мало не з народження. У певний момент він зрозумів, що хлопці просто так в Чорнобиль не поїдуть, та й з Анею вони не знайомі, тому підмовив Ігоря обікрасти Пашу, звів з ними Аню і змусив поїхати в Чорнобиль Ігоря. Починається перестрілка, в якій Костенко вбиває всіх, крім Паші, з яким змушений битися врукопашну. В ході бійки Паша активує прилад, і їх переміщує назад в минуле. Друга частина серії - « НП на четвертому блоці» Паша і Костенко укладають вимушений союз, щоб запобігти аварії. Костенко викладає план, який готував 27 років: за допомогою посвідчення полковника КДБ проникнути в резиденцію, викрасти зброю, вистрілити з гранатомета по четвертому блоку, який тоді закриють і випробування реактора, які привели до аварії, проводити не будуть. Перед виконанням місії вони заходять в квартиру Костенка з минулого, щоб відпочити, але стикаються з господарем, який упізнає Пашу (Костенка з теперішнього часу він не впізнав). Знешкоджуючи його, Паша і Костенко із сьогодення йдуть у місцеве відділення КДБ, викрадають зброю і їдуть до четвертого блоку. Однак туди ж прибуває по тривозі КДБ, тому зав'язується перестрілка, в якій Костенко з теперішнього часу вбиває Костенка з минулого, після чого зникає. Паша стріляє з гранатомета по трубі, та руйнується, а Пашу заарештовують і доставляють в КДБ, звідки його «викидає» у сьогодення на очах у здивованих співробітників. Повернувшись, Паша виявляє разючі зміни: Прип'ять є процвітаючим містом; СРСР продовжує існувати і є домінуючою державою, а Володимир Путін є генеральним секретарем ЦК КПРС; США, навпаки, перебувають у повному занепаді, оскільки в 1986 році там відбулася аварія на АЕС Калверт-Кліфс, унаслідок чого територія сильно забруднена радіацією (нині в США йде друга війна Півночі і Півдня). Також Паша знаходить Льошу і виявляє, що той, хоч і є його другом, але він зовсім інша особа (аналогічно Гоша і Настя стали зовсім іншими). Пригніченого змінами Пашу знаходить чоловік, що виявився батьком Ані, який пам'ятає всіх хлопців, які приходили до нього в минулому. Від нього Паша дізнається, що Аня ніколи не народжувалася. Хлопця і далі вражають зміни, і батько Ані зауважує, що «час не прощає просто так тих, хто його змінює» і говорить Паші: «Ти тут чужий». Коли Паша перемістився з минулого, всі його спогади повинні були стертися, адже він народився в іншій країні. Але оскільки цього не сталося, то батько Ані натякає, що мало місце порушення часового балансу, і тепер існують два Паші Вершиніна: головний герой і альтернативний Паша нової реальності. На питання Паші батько Ані відповідає, що останні 27 років тільки це і вивчав, а допомагав йому прилад часу, знайдений на дні басейну. |   |                           |                         |

### Сезон 2 (2017)
| № | #  | Назва                           | Оригінальна дата показу |
| --- | -- | ------------------------------- | ----------------------- |
| 1 | 9  | «Прекрасне далеке»              | 10 листопада 2017       |
| Паші та його друзям вдалося зробити стрибок у минуле і запобігти катастрофі на Чорнобильській АЕС. Однак, повернувшись у 2013 рік, Паша виявляє, що СРСР не розпався, а катастрофа все одно сталася, але не в Чорнобилі, а на АЕС «Calvert Cliffs» в Меріленді (США).                                                          |    |                                 |                         |
| 2 | 10 | «7505:800»                      | 10 листопада 2017       |
| Паша з товаришами летить до США на авіалайнері Boeing 747-200 авіакомпанії «Соваеро». Несподівано літак починає трясти, і всі пасажири один за іншим непритомніють. Прокинувшись, хлопці виявляють, що на борту літака, окрім них, нікого не залишилося, а в кабіні пілотів явно хтось є...                                    |    |                                 |                         |
| 3 | 11 | «Welcome to USA»                | 17 листопада 2017       |
| Boeing 747—200 «Соваеро», на якому Паша і його друзі летіли до США, терпить аварію і приземляється в американській пустелі. Свідками аварії стали четверо озброєних мексиканських бандитів. Вони раді легкої наживи і можливості розважитися з Настею і Анею…                                                                  |    |                                 |                         |
| 4 | 12 | «Віриш у Бога, вір і в диявола» | 17 листопада 2017       |
| Паша з товаришами провалюються в минуле і опиняються в РША 6 серпня 1986 року за кілька годин до аварії. На трасі їх підбирає католицький священик Майкл Огден, який виявляється спадковим екзорцистом. По дорозі він розповідає хлопцям, що повинен відвідати одну сім'ю, де маленький хлопчик одержимий дияволом...          |    |                                 |                         |
| 5 | 13 | «1956»                          | 24 листопада 2017       |
| Перемістившись в 1956 рік, Паша з товаришами знову зустрічають екзорциста Майкла Огдена, тільки на 30 років молодшого. На їхніх очах його збиває машиною якийсь божевільний, і хлопцям нічого не залишається, як відвезти Огдена в найближчий медпункт.                                                                        |    |                                 |                         |
| 6 | 14 | «Справа про зниклих дітей»      | 24 листопада 2017       |
| Хлопці повертаються в 2013 рік, де виявляють, що все повернулося на свої місця, і зустрічають Сергія Костенка, який в цій реальності працює в ФСБ. Від нього вони дізнаються про обставини страшної справи: багато років тому були виявлені тіла п'ятьох дітей, і, судячи з усього, це були... Паша, Аня, Настя, Льоша і Гоша. |    |                                 |                         |
| 7 | 15 | «Гудвін: Великий і жахливий»    | 1 грудня 2017           |
| Паша намагається врятувати Гошу з рук Костенка, але не встигає - Гошу забирає глава якоїсь впливової організації, який полює і за іншими хлопцями. Щоб врятувати своїх товаришів, Паші доведеться не тільки знову об'єднатися з Костенком, а й знову відправитися в «місто-привид» Прип'ять.                                   |    |                                 |                         |
| 8 | 16 | «Прип'ять 2.0»                  | 1 грудня 2017           |
| Паша з товаришами знову в Прип'яті, де їм доведеться знову вступити в сутичку із Зоною та її моторошними аномаліями. І чим далі, тим складніше кожному з героїв буде зрозуміти, хто поруч з ним - справжня людина або породження Зони. Чи допоможуть вони запобігти аварії в Чорнобилі вдруге.                                 |    |                                 |                         |

## Створення
Пілотна назва серіалу — «Чорнобиль». Оскільки проводити зйомки в цій Зоні відчуження було небезпечно для здоров'я, то там було знято дуже небагато сцен (це були лише короткі кадри, де не був задіяний ніхто з акторів). Решта ж сцен у Прип'яті знімалися в Росії в містах з подібною архітектурою (в їх числі занедбаний піонертабір «Салют» у Московській області і зона відпочинку з покинутим колесом огляду у місті Кольчугіно Владимирської області) і в декораціях з широким застосуванням комп'ютерної графіки (наприклад, панорамний вигляд самої Чорнобильської АЕС до аварії). Деякі кадри були з точністю відтворені за світлинами місць Прип'яті. Частина зйомок проходила в місті Московський, в якому знімалися сцени в Прип'яті до аварії. Прокатники пропонували творцям серіалу адаптувати відзнятий матеріал як кінофільм тривалістю дві години, на що отримали відмову.
Прем'єра серіалу тричі переносилася. Спочатку повідомлялося про те, що він мав вийти на «ТНТ» у сезоні 2010/2011 років, потім прем'єру перенесли на сезон 2012/2013 років, потім був озвучений сезон 2013/2014 років, і лише 19 січня 2014 року стало відомо про те, що прем'єра відбудеться в сезоні 2014/2015 років.
Прем'єрний показ серіалу пройшов у Москві 24 вересня 2014 року в кінотеатрі «Жовтень» за участю зірок кіно та шоу-бізнесу (подібні покази пізніше пройшли і 18 інших містах Росії: Санкт-Петербурзі, Пермі, Красноярську, Єкатеринбурзі, Владивостоку, Кемерово, Новосибірську, Саратові, Іркутську, Іжевську, Омську, Ульяновську, Тулі, Барнаулі, Томську, Уфі, Челябінську і Воронежі) і це був перший в Росії випадок, коли серіал був повністю показаний в кінотеатрі ще до офіційної прем'єри на телебаченні.
Влітку 2016 року генеральним директором ТНТ став Артур Джанібекян. У жовтні він вирішив відмовитися від серіалів «Чорнобиль. Зона відчуження» і «Гоголь», вважаючи експеримент з розширенням аудиторії за рахунок дорогих драматичних серіалів невдалим. Серіали були передані іншому каналу ГПМ РТВ — «ТВ-3», який наприкінці року очолили продюсери серіалу Валерій Федорович і Євген Нікішов.

## Саундтрек

### Пісні
| Виконавець                | Назва пісні            | Серія |
| ------------------------- | ---------------------- | ----- |
| Icona Pop                 | I Love It              | 1     |
| DJ M. E. G. feat. Serebro | Угар                   | 1     |
| Lionel Richie             | Say You Say Me         | 1     |
| Група «Ненсі»             | Дым сигарет с ментолом | 1     |
| Жека                      | Остывший чай           | 1, 3  |
| Група «Слот»              | Клон                   | 1     |
| Рок-група «The Subways»   | Rock'n'roll QUEEN      | 1     |
| Група «Warpaint»          | Drive                  | 3     |
| Рок-група «Міфи»          | Река                   | 5     |
| Лев Лещенко               | Белая вишня            | 5     |
| Микола Гнатюк             | Молоді                 | 5     |
| ВІА «Вераси»              | Я у бабушки живу       | 5     |
| September                 | In Orbit               | 5     |
| Муслім Магомаєв           | Чёртово колесо         | 1, 6  |
| Алла Пугачова             | Паромщик               | 7     |
| Валерій Леонтьєв          | Вернисаж               | 7     |
| ВІА «Лийся, пісня»        | Прощай                 | 8     |

### Композиції
| Автор                                                                  | Назва композиції                   | Серія |
| ---------------------------------------------------------------------- | ---------------------------------- | ----- |
| Blues Saraceno                                                         | Phuzz Face                         | 1     |
| Loxley / Hawke                                                         | Keep The Faith Alive               | 1     |
| Loxley / Hawke                                                         | White Lies                         | 3     |
| Ben Standage                                                           | On Behalf Of My Bro                | 1     |
| Tarver / Underhill / Grennwood / Williams                              | Radiate                            | 1     |
| Mel Wesson                                                             | Off Radar                          | 1     |
| Mel Wesson                                                             | Phantom Play                       | 2     |
| Mel Wesson                                                             | Possessed Guest                    | 2, 4  |
| Mel Wesson                                                             | Sub Surface                        | 3     |
| Mel Wesson                                                             | DEEPCORE                           | 4     |
| MORGAN / COOPER / MORGAN                                               | ROCK'N'ROLL QUEEN                  | 1     |
| Christian FJ Buttner, Zippy Davids                                     | Work It                            | 1     |
| Alain Tristant, Franck Lascombes                                       | Breaking My Heart                  | 1     |
| Sylvian Lux                                                            | Party Every Day                    | 1     |
| Daniel Backers & Peter Moslener                                        | Siberian Command Base              | 1-8   |
| Daniel Backers & Peter Moslener                                        | Unknown Danger                     | 2     |
| Simon Kringel (GEMA), Bjarke Monrad (GEMA), Jesper Hoff-Klausen (KODA) | Keep Running                       | 2     |
| Андрій Данилко, Аркадій Гарцман / Андрій Данилко                       | Тук-тук-тук                        | 2     |
| Nitin Sawhney                                                          | Hidden Danger                      | 2     |
| O'DOWDA / WOOD                                                         | All Alone                          | 3     |
| Trevor Morris                                                          | Dread-2                            | 3, 7  |
| Trevor Morris                                                          | Scare-1                            | 3     |
| Trevor Morris                                                          | Dread-4                            | 3, 6  |
| ASCAP                                                                  | All Fired Up                       | 3     |
| Wally Gagel / Xandy Barry                                              | Barkling                           | 3     |
| John Hunter Jr, Jonathan Slott, Matthew Minich                         | I'm Fine On My Own                 | 3     |
| Joseph Saba & Stewart Winter                                           | Templum Malus (RISE) (MODULE)      | 4, 7  |
| JC Lemay (SACEM)                                                       | Return To Tomorrow                 | 4     |
| Ian Honeyman                                                           | Bad Will                           | 5     |
| David Inlander                                                         | Cloak and Swagger                  | 5     |
| David Inlander                                                         | Blank Window                       | 5     |
| Colin Baldry (PRS) / Tom Kane (PRS)                                    | Into Darkness                      | 5     |
| Alex Kharlamov (ASCAP)                                                 | Dangerous Night Suspense           | 5     |
| Luke Keyte (PRS), Nick Hill (PRS), Ross Curnow (PRS)                   | Face To Face                       | 5     |
| Hans Zimmer, Steve Kofsky, Bruce Fowler, Mel Wesson                    | Fire Storm                         | 6     |
| Юрій Лоза / Борис Шифрін                                               | Купи мне, мама, джинсы             | 6     |
| В'ячеслав Добринін / Леонід Дербеньов                                  | Прощай                             | 6     |
| Brian Randazzo                                                         | Torn To Shreds                     | 6     |
| Tom Howe (PRS)                                                         | Electric Fear                      | 6     |
| Andrew Britton (PRS), Andrew Skeet (PRS), David Goldsmith (PRS)        | Dark Skies                         | 6     |
| Фаррух Закиров / Юрий Ентін                                            | Учкудук — Три колодца              | 7     |
| Lemelle                                                                | Meticulous Disembowelment (MODULE) | 7     |
| Miguel D'Oliveira                                                      | Disappointing Results              | 7     |
| Bernhard Hering, Martin Wester, Matthias Kruger                        | Dark Pulse 14                      | 7     |
| Matthew Harris                                                         | Rocking The Baby                   | 7     |

## Оцінки та рейтинги
Телесеріал стартував з високими рейтингами в ефірі телеканалу ТНТ. 13 жовтня 2014 року о 22:00 прем'єрна серія «Чорнобиля. Зони відчуження» по аудиторії від 14 до 44 років зібрала по Росії частку 28,4 % (у Москві — 29,9 %), тобто її подивився кожен третій телеглядач. Частка в молодіжної аудиторії від 18 до 30 років по Росії склала 34,9 %, а по Москві — 40,4 %. По аудиторії 18-44 років серіал обігнав за рейтингами прем'єрну серію четвертого сезону «Кухні» (СТС) і нову сімейну сагу «Будинок з ліліями» (Перший канал).
За перший тиждень з моменту розміщення серій «Чорнобиля. Зони відчуження» на російському відеопорталі Rutube, серіал зібрав 6,1 млн переглядів, що на 1,6 млн переглядів більше, ніж у першого сезону «Фізрука», що побив у квітні 2014 року рекорди за переглядами.
Надалі телесеріалу вдалося випередити попереднього рекордсмена за рейтингами на каналі ТНТ — перший сезон серіалу «Фізрук». По аудиторії 14-44 частка «Чорнобиля. Зони відчуження» склала 27,1 %, а рейтинг телеперегляду 7,2 %, в той час як для першого сезону «Фізрука» ці цифри становили 25,7 % і 6,7 % відповідно.
Серіал потрапив до списку «10 кращих російських серіалів 2014 року» за версією журналу «Афіша».

## Нагороди та номінації
- Професійний приз Асоціації продюсерів кіно і телебачення у сфері телевізійного кіно 2015[16] — номінація на приз в категорії «Найкраща робота режисера монтажу» (Кучеров Сергій)
- Премія «Жорж 2015»[17] — номінація на премію в категорії «Російський серіал року (драма)»
- Премія «Слово 2015»[18] — номінація на премію в категорії «Найкращий сценарій телевізійного фільму» (Ілля Куликов, Євген Никишов)
- Премія «ТЕФІ 2015»[19] — номінація на премію в категорії «Телевізійний фільм/серіал»
- Премії OOPS! Choice Awards 2015 (церемонія вручення відбулася 29 жовтня 2015 року):

- номінація на премію в категорії «Найкращий серіал»
- номінація на премію в категорії «Найкращий актор серіалу» (Сергій Романович)
- номінація на премію в категорії «Найкращий актор серіалу» (Костянтин Давидов)
- номінація на премію в категорії «Найкраща актриса серіалу» (Христина Казинська)